# Accidentul feroviar de la Vintileanca
Accidentul feroviar de la Vintileanca a avut loc pe data de 2 iulie 1923, când un tren accelerat care venea de la București și se îndrepta spre Iași s-a ciocnit, în stația Vintileanca, în jurul orelor 11:00, cu un tren de marfă, provocând moartea a 66 de oameni și rănirea a 105 persoane, conform rapoartelor finale ale autorităților. La data accidentului, presa dădea cifre și mai mari.

## Ancheta
Ancheta care a urmat a stabilit că numeroși călători au murit deoarece călătoreau pe acoperișuri, scări și tampoane și că vinovat de producerea accidentului a fost acarul Ion Păun. Responsabilii pentru sistemul care a făcut posibil accidentul au fost dezvinovățiți, iar de atunci „acarul Păun” indică persoana asupra căreia se aruncă greșelile altora. Presa vremii a declanșat o adevărată campanie în jurul acestui caz, iar ținta lor a vizat demiterea ministrului Traian Moșoiu și a întregului guvern.
Din primele cercetări personalul din stația Vintileanca a fost identificat ca vinovat. La momentul accidentului, șeful gării se afla chiar în tren, nefiind la lucru. Din acest motiv, responsabilitatea sa a fost trecută cu vederea, pentru că și el a devenit victimă a evenimentului, fiind grav rănit. Astfel, singura persoană care a fost trasă la răspundere a fost acarul Ion Păun, celălalt angajat al stației, care trebuia să schimbe macazul; el a fost condamnat la închisoare.
Totuși, dimensiunile impresionante ale accidentului au avut la bază un cumul de cauze și circumstanțe nefericite. Astfel, pentru că avea o întârziere de cinci minute, mecanicul trenului de persoane a plecat rapid din gara Mizil, intrând la locul accidentului cu o viteză de 50 km/h. O viteză mai mică ar fi făcut ca evenimentul să fie unul minor și poate fără victime. Rezultatul coliziunii a fost distrugerea a șase vagoane ale trenului de marfă și, cel mai grav, a două vagoane de clasa a III-a, a unui vagon poștal și a unuia de bagaje din garnitura trenului accelerat. Distrugerea celor două vagoane de călători – supraaglomerate, ca toate trenurile timpului – a avut drept consecință principală numărul mare de morți și răniți. Între aceștia, numeroși săteni și numeroși soldați, care călătoreau cu trenul respectiv.

## Vezi și
- Săhăteni, Buzău